# Dalbergia martinii
Dalbergia martinii là một loài thực vật có hoa trong họ Đậu. Loài này được F.White miêu tả khoa học đầu tiên.